# Veshkudeli
Veshkudeli (en georgiano: ვეშკუდელი) o Bgoura (en abjasio: Бӷоура) es una aldea que pertenece a la parcialmente reconocida República de Abjasia, dentro del distrito de Gali, aunque de iure es parte del municipio de Gali de la República Autónoma de Abjasia de Georgia.

## Geografía
Veshkudeli está a 2 km de Pirveli Otobaia y 35 km de Gali.

## Economía
La horticultura se desarrolló durante el período soviético. 